# Championnats d'Europe d'aviron 1963 (Copenhague)
Pour les articles homonymes, voir Championnats d'Europe d'aviron 1963.
Navigation
Édition précédente Édition suivante
Les seconds championnats d'Europe d'aviron 1963, cinquante-cinquième édition des championnats d'Europe d'aviron, ont lieu en 1963 à Copenhague, au Danemark. Ils ne concernent que les hommes.

## Médaillés
Les finales se tiennent sous une forte pluie. Les médaillés sont  :
| Épreuves                  | Or | Or      | Argent | Argent  | Bronze | Bronze  |
| ------------------------- | --- | ------- | --- | ------- | --- | ------- |
| M1x - Skiff               | Tchécoslovaquie Václav Kozák | 7:11.84 | Pays-Bas Rob Groen | 7:14.22 | Allemagne de l'Ouest Helmut Lebert | 7:19.47 |
| M2x - Deux de couple      | Tchécoslovaquie Vladimír Andrs Pavel Hofmann | 6:43.54 | États-Unis Seymour Cromwell Donald Spero | 6:47.06 | Soviet Union Oleg Tyurin Boris Dubrovskiy | 6:52.78 |
| M2- - Deux sans barreur   | Italie Mario Petri Paolo Mosetti | 6:53.28 | Allemagne de l'Ouest Günther Zumkeller Dieter Bender | 6:55.34 | Pays-Bas Jim Enters Herman Boelen | 6:57.50 |
| M2+ - Deux avec barreur   | Allemagne de l'Ouest Klaus-Günter Jordan Wolfgang Neuß Frank Steinhäuser (barreur)                                                                                               | 7:21.70 | Pays-Bas Sipke Castelein Sjoerd Wartena E. de Voogd (barreur) | 7:30.08 | Roumanie Ionel Petrov Gheorghe Riefelt Oprea Păunescu (barreur)                                                                                        | 7:33.31 |
| M4- - Quatre sans barreur | Allemagne de l'Ouest Gerd Wolter Klaus Bittner Egon Böttcher Christian Prey | 6:13.88 | Italie Romano Sgheiz Fulvio Balatti Giovanni Zucchi Luciano Sgheiz | 6:16.53 | France André Fevret Roger Chatelain Philippe Malivoir Jean-Pierre Drivet                                                                               | 6:11.97 |
| M4+ - Quatre avec barreur | Allemagne de l'Ouest Peter Neusel Bernhard Britting Joachim Werner Egbert Hirschfelder Jürgen Oelke (barreur)                                                                    | 6:29.60 | Tchécoslovaquie Karel Karafiát René Líbal Jaroslav Starosta Jan Štefan Ivan Papirnik (barreur)                                                                                   | 6:33.81 | Soviet Union Yevgeny Levitskas Romas Levitskas Celistinas Jutcis Povilas Lutkattis Igor Rudakov (barreur)                                              | 6:37.92 |
| M8+ - Huit                | Allemagne de l'Ouest Bernd Kruse Ingo Kliefoth Karl-Heinrich von Groddeck Hans-Jürgen Wallbrecht Klaus Behrens Klaus Aeffke Jürgen Plagemann Horst Meyer Thomas Ahrens (barreur) | 6:04.19 | Soviet Union Juozas Jagelavičius Vytautas Briedis Petras Karla Volodymyr Sterlik Yury Suslin Zigmas Jukna Antanas Bagdonavičius Ričardas Vaitkevičius Yuriy Lorentsson (barreur) | 6:07.98 | Tchécoslovaquie Oldřich Tikal Bohumil Janoušek Jiří Lundák Jan Mrvík Otakar Mareček Richard Nový Josef Věntus Luděk Pojezný Miroslav Koníček (barreur) | 6:13.94 |

## Tableau des médailles
| Rang  | Nation               | Or | Argent | Bronze | Total |
| ----- | -------------------- | -- | ------ | ------ | ----- |
| 1     | Allemagne de l'Ouest | 4  | 1      | 1      | 6     |
| 2     | Tchécoslovaquie      | 2  | 1      | 1      | 4     |
| 3     | Italie               | 1  | 1      | 0      | 2     |
| 4     | Pays-Bas             | 0  | 2      | 1      | 3     |
| 5     | Union soviétique     | 0  | 1      | 2      | 3     |
|       | États-Unis           | 0  | 1      | 0      | 1     |
| 7     | France               | 0  | 0      | 1      | 1     |
| 7     | Roumanie             | 0  | 0      | 1      | 1     |
| Total | Total                | 7  | 7      | 7      | 21    |